# Nemesis (novel·la)
Nemesis és una novel·la de ciència-ficció escrita per Isaac Asimov i publicada el 1989, tres anys abans de la seva mort. La novel·la està relacionada amb la història futura que ell va intentar integrar en els seus últims anys, connectant diverses idees de novel·les anteriors i posteriors, incloent la intel·ligència no humana, planetes sensibles (Erythro) i motors de rotor (Fantastic Voyage II: Destination Brain). En el context de l'Univers de la Fundació d'Asimov, és esmentat mil·lennis després com "una llegenda".

## Argument
La novel·la es desenvolupa en l'era de l'inici dels viatges interestel·lars (segle XXIII). Els habitants de Rotor, una colònia establerta en un asteroide, utilitzen la "hiper-assistència", una tecnologia que permet viatjar a la velocitat de la llum, per moure-la des de la seva òrbita terrestre a la nana vermella Nemesis, acabada de descobrir per l'astrònoma Eugenia Insigna Fisher. Un cop allà, és posada en òrbita al voltant del satèl·lit natural Erythro. Mentrestant, a la Terra, la física Tessa Anita Wendel desenvolupa la tecnologia que permetrà els viatges superlumínics i que obrirà la Galàxia a l'exploració humana (i podria posar fi a l'aïllament de Rotor).
En la història també es relata la ruptura i retrobament d'una família (Insigna i la seva filla Marlene es van quedar a Rotor mentre que el pare Crile Fisher va tornar a la Terra i va iniciar una relació amb Wendel), el descobriment que els bacteris que habiten en Erythro formen un únic organisme capaç de comunicar-se telepàticament (per mitjà de Marlene) i l'intent de resoldre la catàstrofe que es preveu: Nemesis, en el seu moviment, passarà prou a prop del sistema solar per a desestabilitzar-i posar fi a la vida a la Terra.